# Brenthia pleiadopa
Brenthia pleiadopa là một loài bướm đêm thuộc họ Choreutidae. Loài này có ở Mozambique.